# 费信惇
费信惇（英語：Stirling Fessenden，1875年9月29日—1944年2月1日）美国人，曾长期担任上海公共租界最高行政首脑。
1875年9月29日，费信惇出生于美国缅因州费尔菲尔德堡，1896年毕业于鲍登学院。1903年，来中国上海任律师。1905年与其他外籍律师合组律师事务所。后为佑尼干律师事务所合伙人。1920年入选上海公共租界工部局董事会，1923年—1929年任工部局总董。
在费信惇任内，上海公共租界发生了五卅事件、北伐军占领上海等许多重要事件。1927年四一二清党之役时，费信惇和法租界达成秘密协议，默许杜月笙部下从法租界通过公共租界进攻闸北共产党工人武装。1929年，费信惇辞去工部局总董一职转任工部局总裁（工部局的最高行政首脑）。
1938年，费信惇以微弱优势最后一次当选为工部局总裁，日本方面声称他使用了阴谋的不正当手段。
1939年6月30日，费信惇因眼疾辞去总裁职务退休。1941年太平洋战争爆发后，费信惇受到日本的报复，被迫搬到俄国难民居住的简陋住所。他在完全失明以后，得到中国仆人的照料。1944年2月1日因心臟病死于上海。他拒绝作为交换战俘回国：“与其死在海上，不如死在上海”。

## 延伸阅读
- Noel Barber：The Fall of Shanghai
- Robert Bickers：Empire Made Me: An Englishman Adrift in Shanghai
- Stella Dong：Shanghai: The Rise and Fall of a Decadent City, 1842-1949
- Percy Finch：Shanghai and beyond
- Meng Yue：Shanghai and the edges of Empires
- John B Powell：My Twenty Five Years In China
- Harriet Seargant：Shanghai. The collision point of culters
- Brian G. Martin：The Shanghai Green Gang: Politics and Organized Crime, 1919-1937
- Maurice Springfield：Hunting opium and other scents  (Halesworth: Norfolk and Suffolk Publicity, 1966)
- Wen-hsin Yeh：Shanghai splendor : economic sentiments and the making of modern China, 1843-1949